# 키질수 키르기스 자치주
키질수 키르기스 자치주(키르기스어: قىزىلسۇۇ قىرعىز اپتونوم وبلاسى / Кызылсуу Кыргыз аптоном обласы, 위구르어: قىزىلسۇ قىرغىز ئاپتونوم ئوبلاستى, 중국어 간체자: 克孜勒苏柯尔克孜自治州, 병음: Kèzīlèsū Kē'ěrkèzī Zìzhìzhōu, 중국조선어: 키지르수끼르기즈자치주)는 신장 위구르 자치구의 서쪽에 위치한 자치주이다. 면적은 69.112 km2이고 수도는 아투스 시이다. 키르기스어 이름인 키질수는 "빨간 물"을 의미한다.

## 행정 구역
1개 현급시, 3개 현을 관할한다.
- 도시: 아투스 시(위구르어: ئاتۇش شەھىرى, 중국어: 阿图什市)
- 현
  - 아커타오 현(아크토 현)(위구르어: ئاقتو ناھىيىسى, 중국어: 阿克陶县)
  - 아허치 현(아크치 현)(위구르어: ئاقچى ناھىيىسى, 중국어: 阿合奇县)
  - 우차 현(우루그차트 현)(위구르어: ئۇلۇغچات ناھىيىسى, 중국어: 乌恰县)

## 주민
2000년의 조사에 따르면 키질수의 주민은 43만9,688명이고 1인당 인구 밀도는 6.36 km2이다.

## 2000년 키질수 민족의 조사
| 민족       | 주민    | %      |
| ---------- | ------- | ------ |
| 위구르족   | 281,306 | 63.98% |
| 키르기스족 | 124,533 | 28.32% |
| 한족       | 28,197  | 6.41%  |
| 타지커족   | 4,662   | 1.06%  |
| 후이족     | 432     | 0.1%   |
| 기타       | 558     | 0.13%  |